# Koeberliniaceae
Koeberliniaceae is een botanische naam, voor een familie van tweezaadlobbige planten. Een familie onder deze naam wordt niet zo vaak regelmaat erkend door systemen van plantentaxonomie, maar wel door het APG-systeem (1998) en het APG II-systeem (2003).
Indien erkend, gaat het om een heel kleine familie van slechts één soort, Koeberlinia spinosa.